# 妙成寺

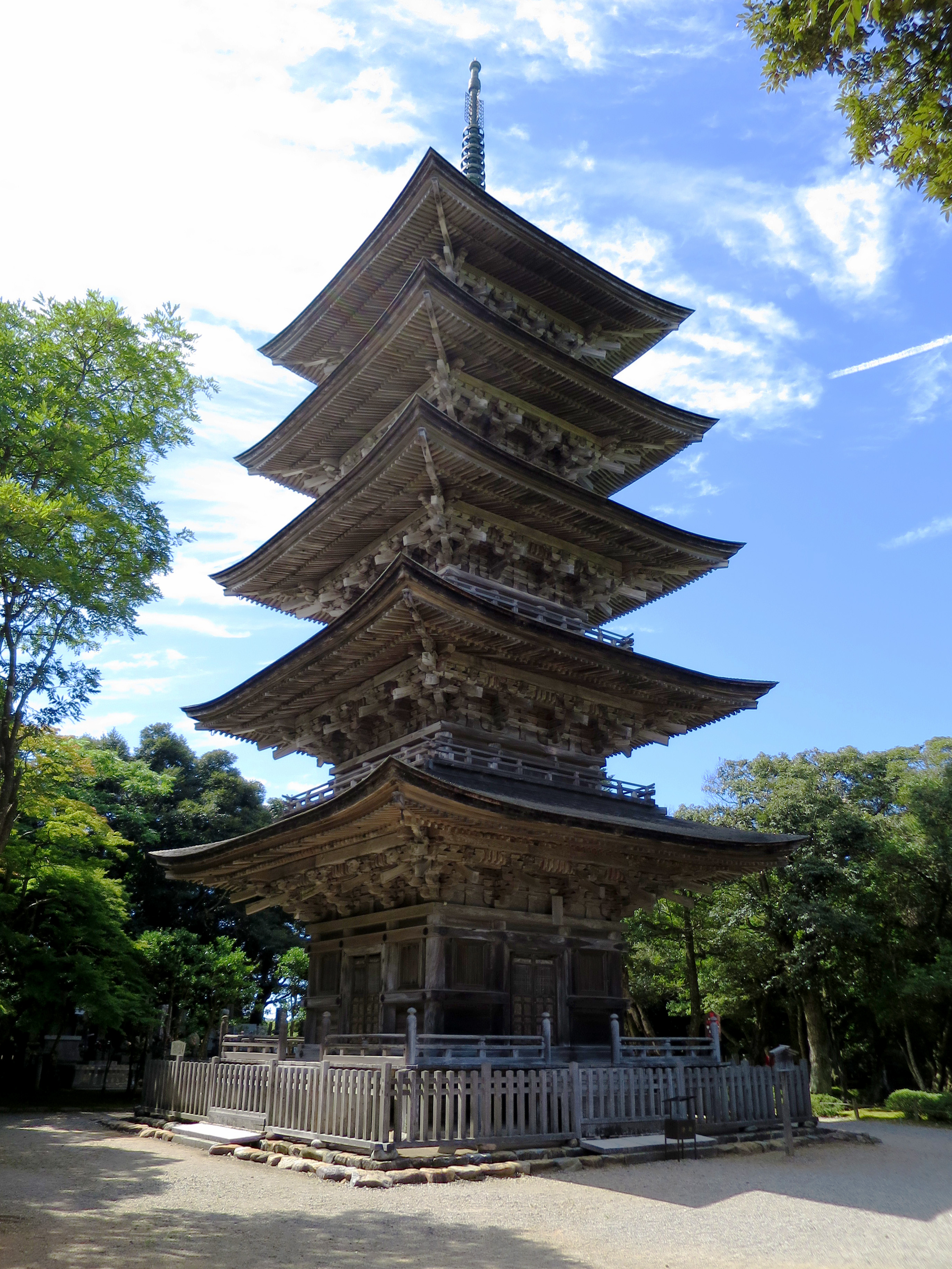
五重塔

妙成寺（みょうじょうじ）は、石川県羽咋市滝谷町にある日蓮宗の寺院。山号は金栄山（きんえいざん）。日蓮の孫弟子に当たる日像が開祖。日蓮宗の北陸本山で、能登随一の大伽藍をもつ。本堂、五重塔、祖師堂、経堂等の諸堂が､国の重要文化財に指定されている。塔頭が五ヶ寺ある（玉寿寺、善住寺、大鏡寺、円融寺、本覚寺）。

## 歴史
寺伝によると、永仁2年（1294年）、日像は法華経を布教するため佐渡から七尾へとと渡った。その船中で日像は真言宗の僧であった満蔵法師と法論を交わして折伏し、名を「日乗」と改めさせた。日乗は日像を伴い石動山で説法を行ったが、反発・攻撃を受けたため下山。羽咋郡柴垣の領主で日乗の叔父の芝原将監（柴原将監、柴垣将監）のもとに身を寄せ、永仁2年（1294年）に石動山の末寺だった滝谷寺を改宗して「妙成寺」と改めた。
日乗以降の沿革は不明ながら、寺伝によると、3世源海、4世潮源、5世日立、6世日存、7世日従、8世日宝、9世日舜、10世日明、11世日充（前田利家入国時の住職）と続く。
近世には加賀藩前田家からの外護を受け、利家の側室寿福院（三代藩主前田利常の母）の菩提寺として七堂伽藍が整備された。
寛永8年（1631年）には、加賀藩3カ国の日蓮宗の総録所（触頭）となった。
- 17世日伝[5]
- 現住は71世藤井日傳貫首（東京都中央区身延別院より晋山）、通師堀之内法縁。

## 境内
- 本堂 - 慶長9年（1604年）建立（小屋束墨書による）[1]。桁行（正面）五間、梁間（側面）五間、入母屋造、杮（こけら）葺。棟梁は前田家御用大工坂上又三郎。（「間」は長さの単位ではなく柱間の数を表す建築用語。以下の項目についても同じ）
- 五重塔 - 元和4年（1618年）建立（附指定棟札による）[1]。方三間、栩（とち）葺。建仁寺流大工で越前の坂上越後守嘉紹が施工、初層内部には須弥壇には一塔両尊像を祀る。底辺4.85m四方、高さ34.27mで、文化12年（1815年）に焼失した日光東照宮寺五重塔とほぼ同一と伝わる。
- 祖師堂 - 寛永元年（1624年）建立と伝える（寺伝『伝燈餘光』による）[1]。方五間、単層入母屋造、杮葺。寺の説明には寛永元年建立とあるが、様式的にはややさかのぼる安土桃山時代頃の建築と思われる。
- 経堂 - 寛文10年（1670年）建立（地垂木墨書による）[1]。桁行五間、梁間三間、一重寄棟造、棧瓦葺（当初は杮葺）。
- 書院 - 万治2年（1659年）建立（附指定棟札による）[1]。桁行七間、梁間七間、一重寄棟造、杮葺。
- 鐘楼 - 寛永2年（1625年）建立と伝える（寺伝『伝燈餘光』による）[1]。桁行三間、梁間二間、袴腰付、入母屋造、杮葺。
- 三光堂 - 元和9年（1623年）建立と伝える（寺伝『伝燈餘光』による）[1]。方五間、単層入母屋造、杮葺。
- 三十番神堂本殿 - 慶長19年（1614年）建立（『第二一番類聚雑記』による）[1]。三間社流造、杮葺。
- 三十番神堂拝殿 - 元和2年（1616年）建立（唐破風内琵琶板裏面の墨書による）[1]。
- 二王門 - 寛永2年（1625年）建立（寺伝『伝燈餘光』による）[1]。三間一戸楼門、二階建入母屋造、棧瓦葺。
- 庫裏 - 文禄2年（1593年）建立と伝える（日充曼荼羅側書）[1]。桁行九間、梁間五間、一重正面切妻造、杮葺（棧瓦葺だったものを復元）。妙成寺最古の建造物。
- 開山堂
- 丈六堂（釈迦堂）
- 総門
- 浄行堂
- 閻魔堂
- 客殿
- 書院庭園
- 大槻伝蔵の墓
- 浩妙院の墓
- 寿福院の墓
- さざれ石

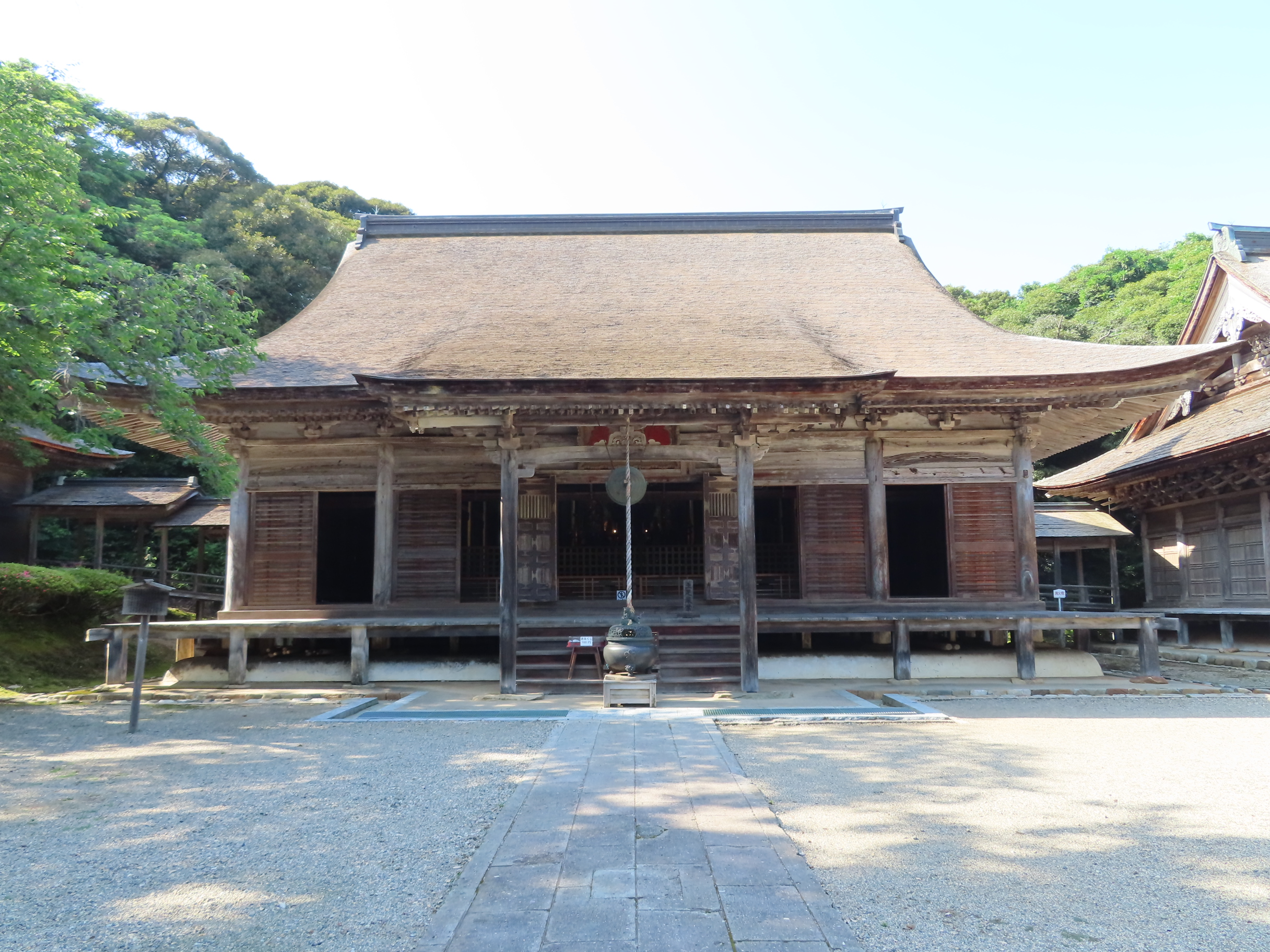
本堂
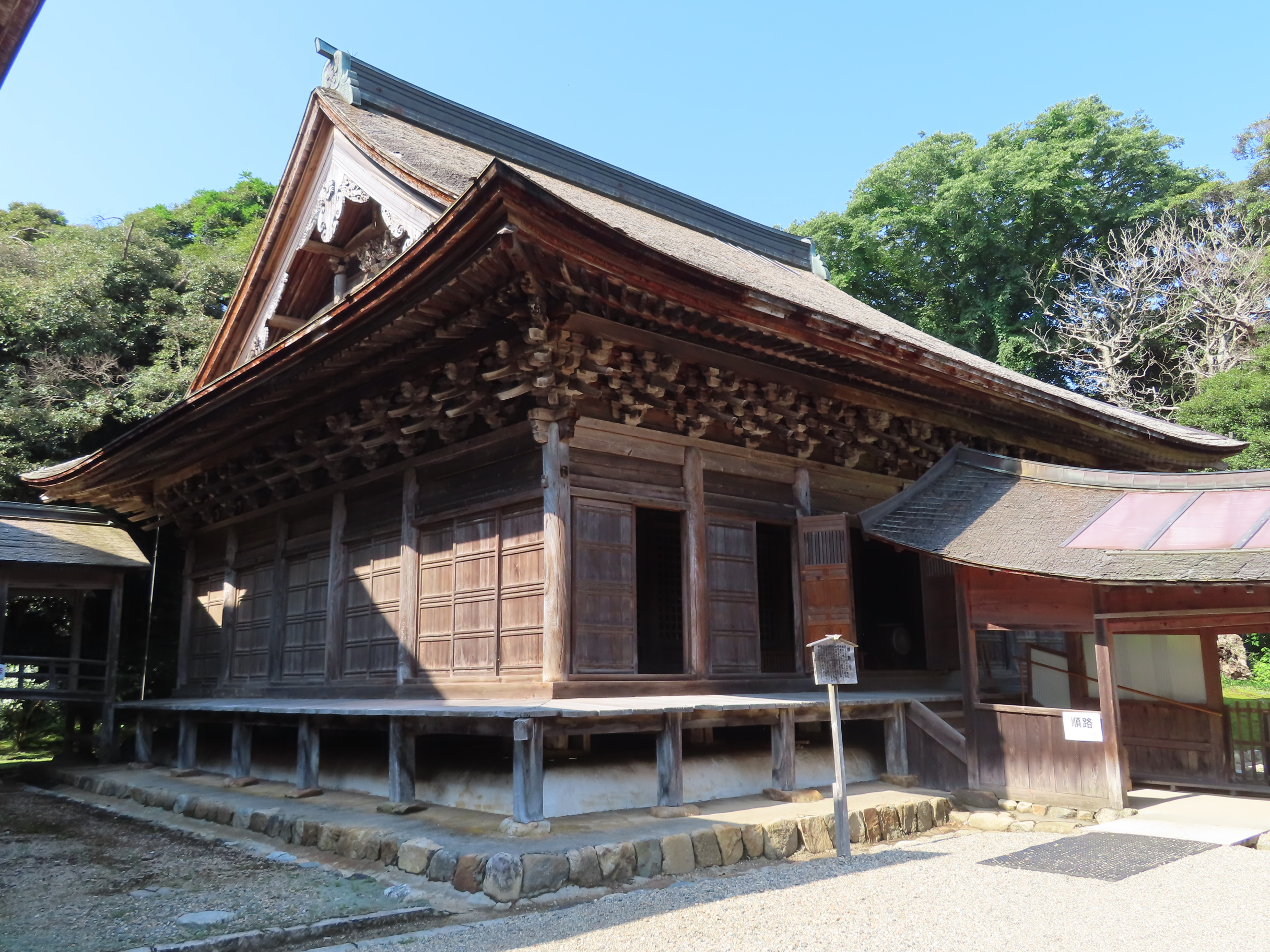
祖師堂
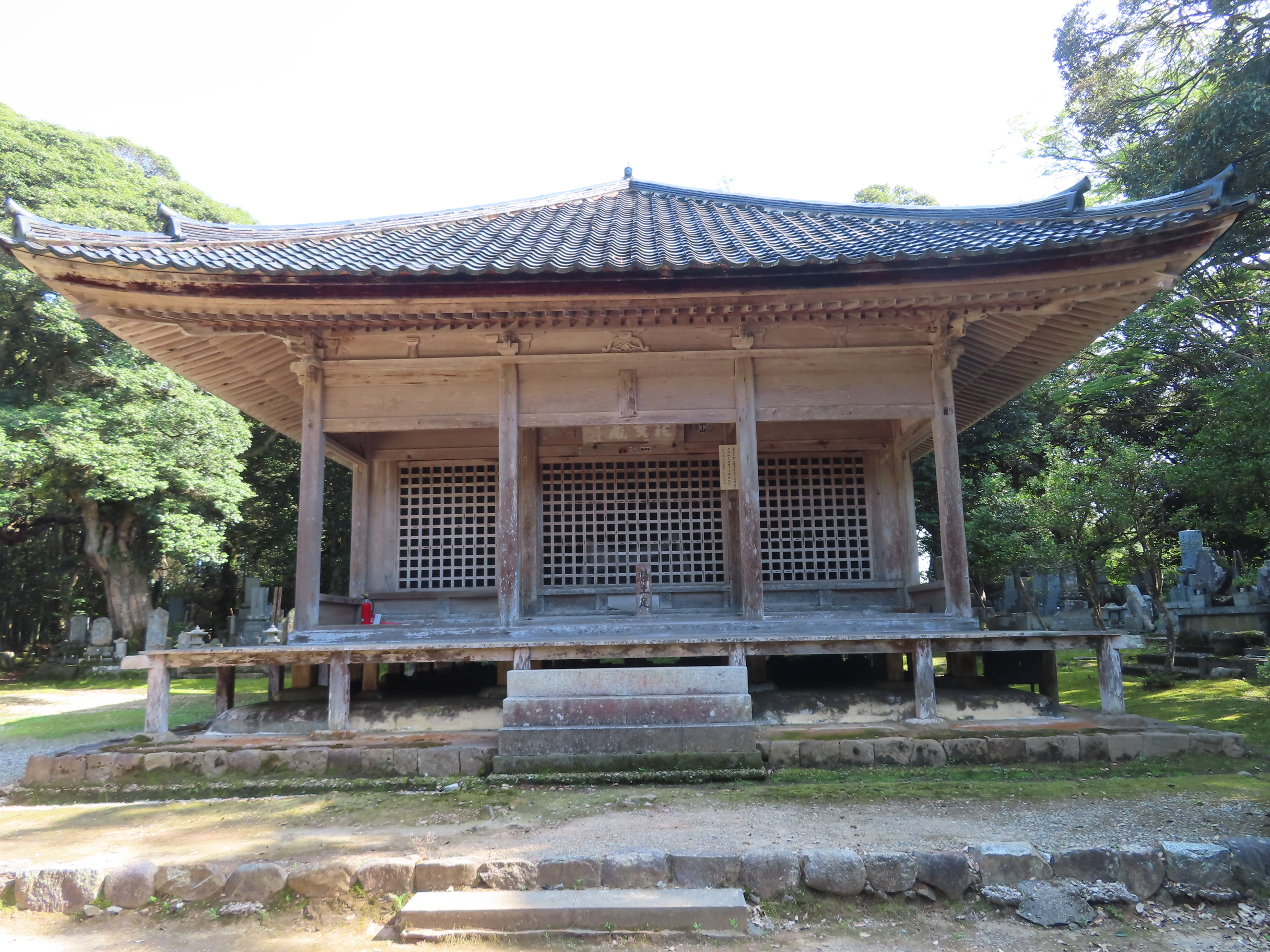
経堂
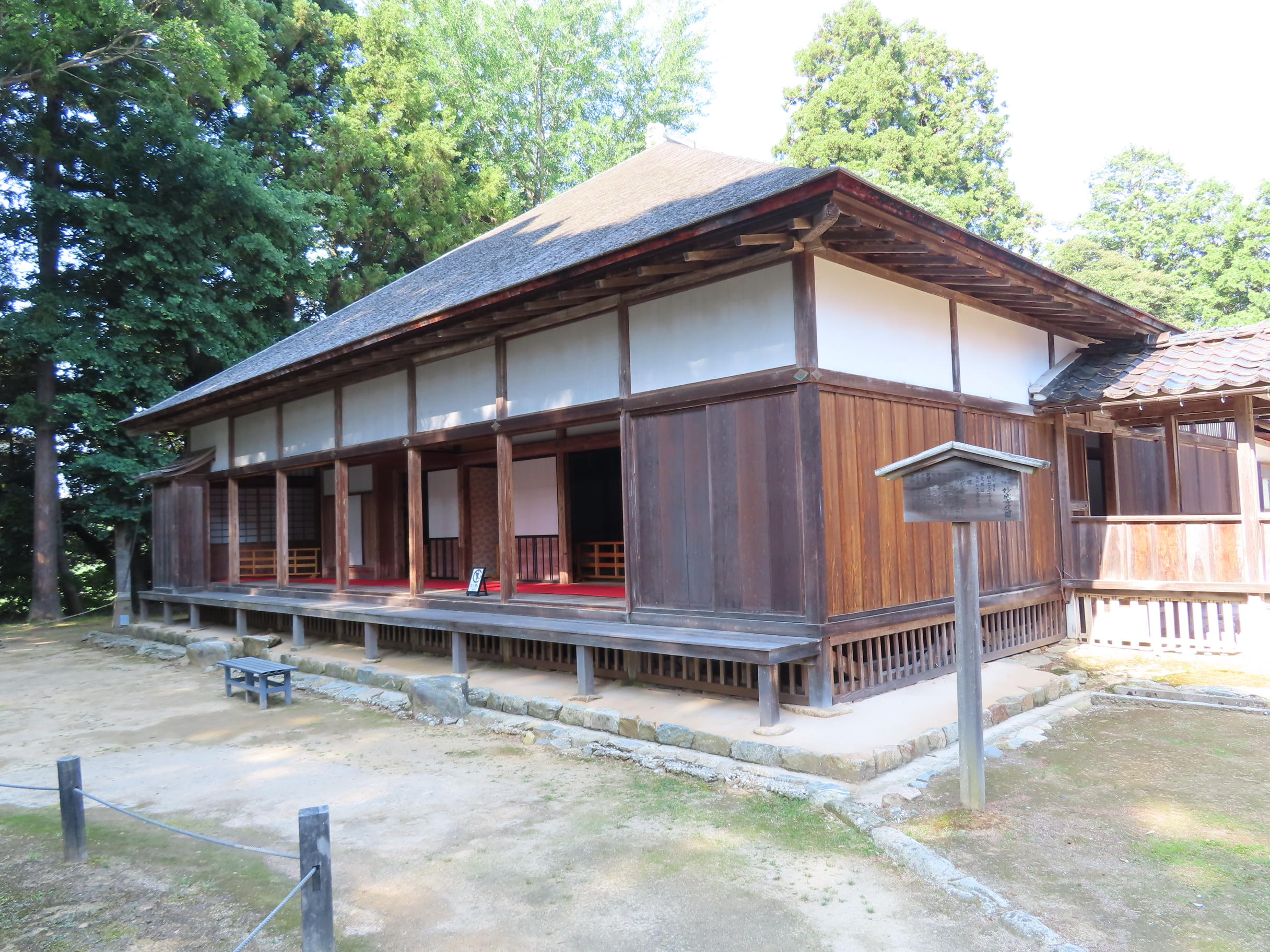
書院
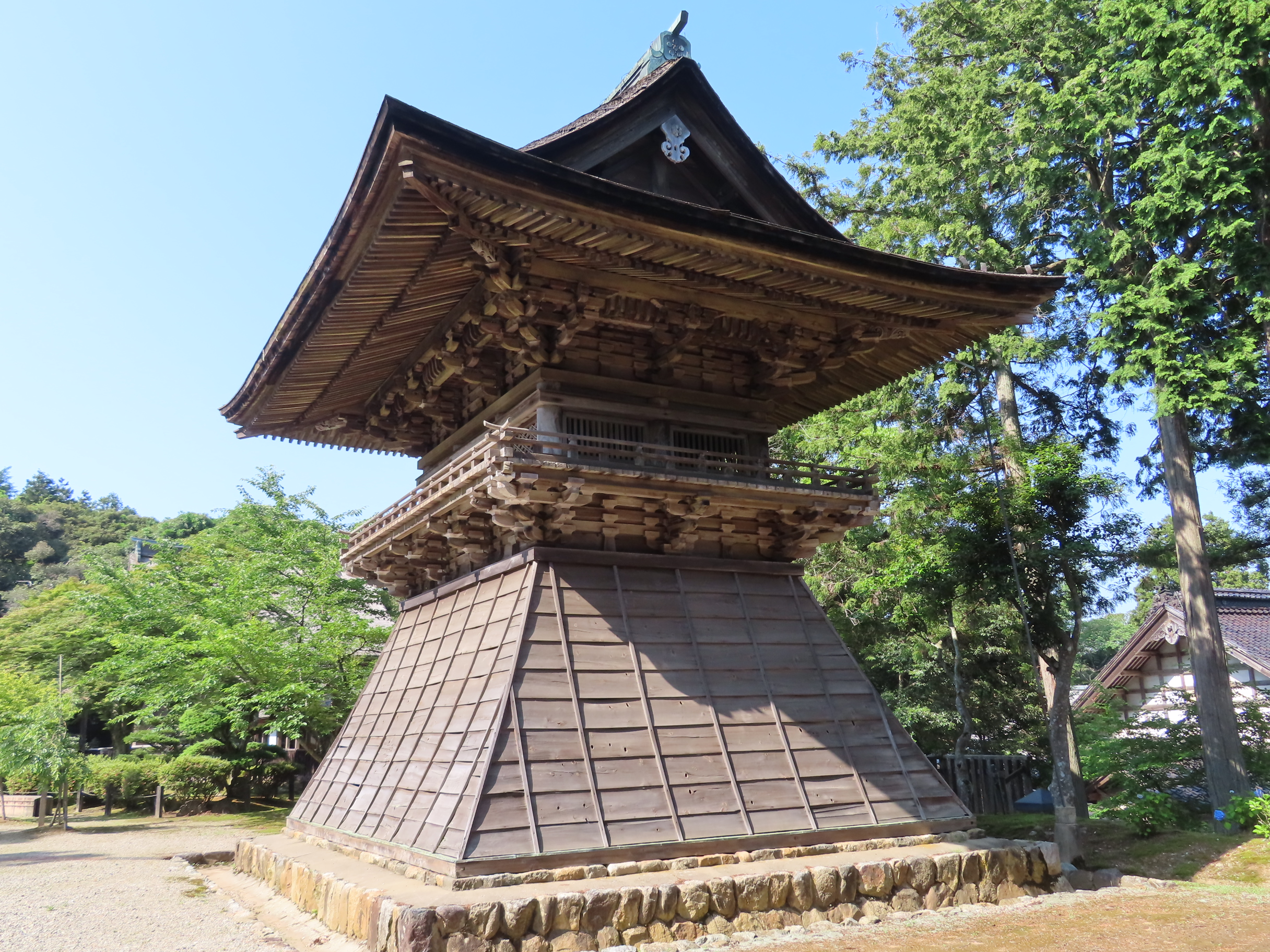
鐘楼
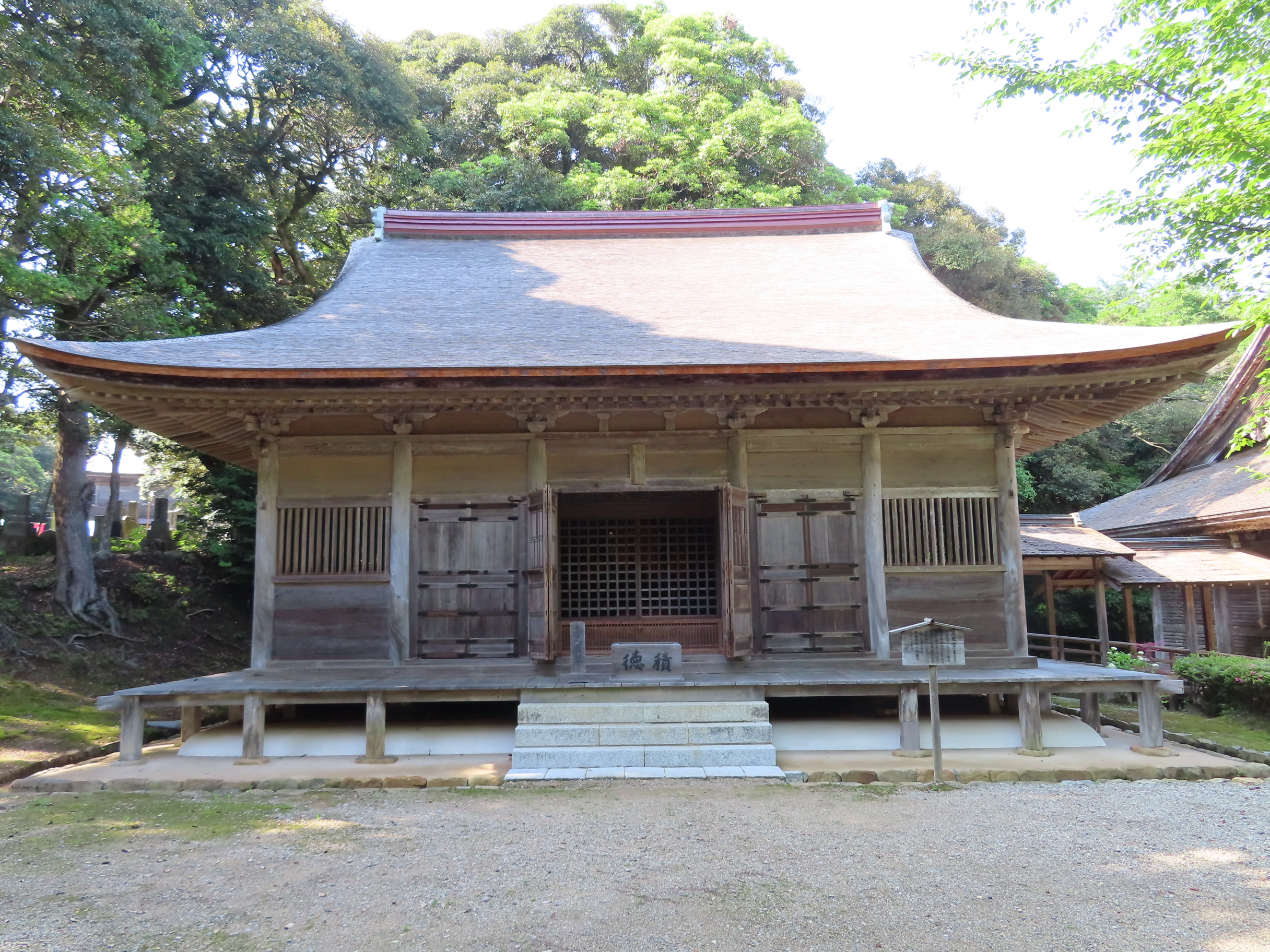
三光堂
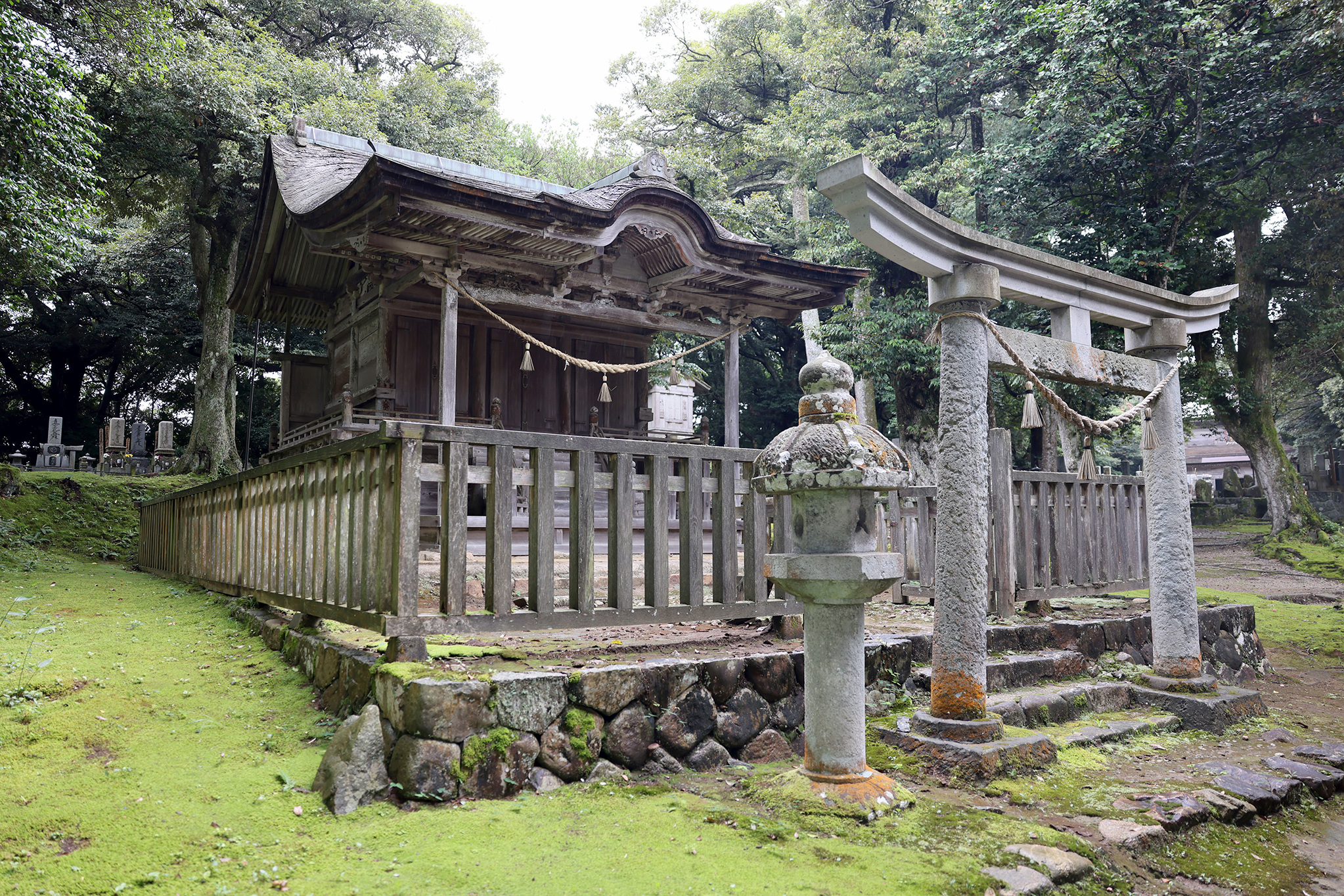
三十番神堂本殿
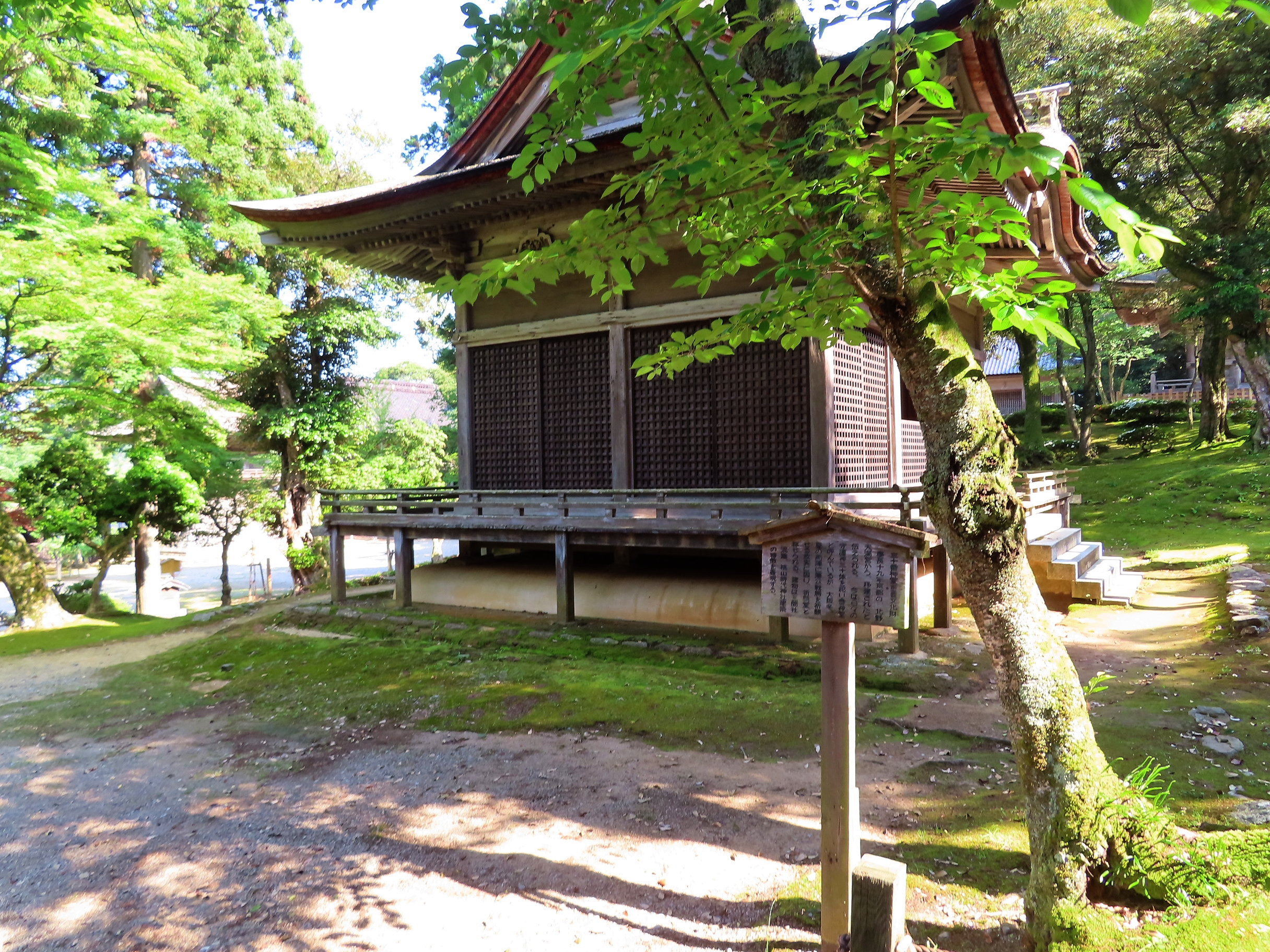
三十番神堂拝殿
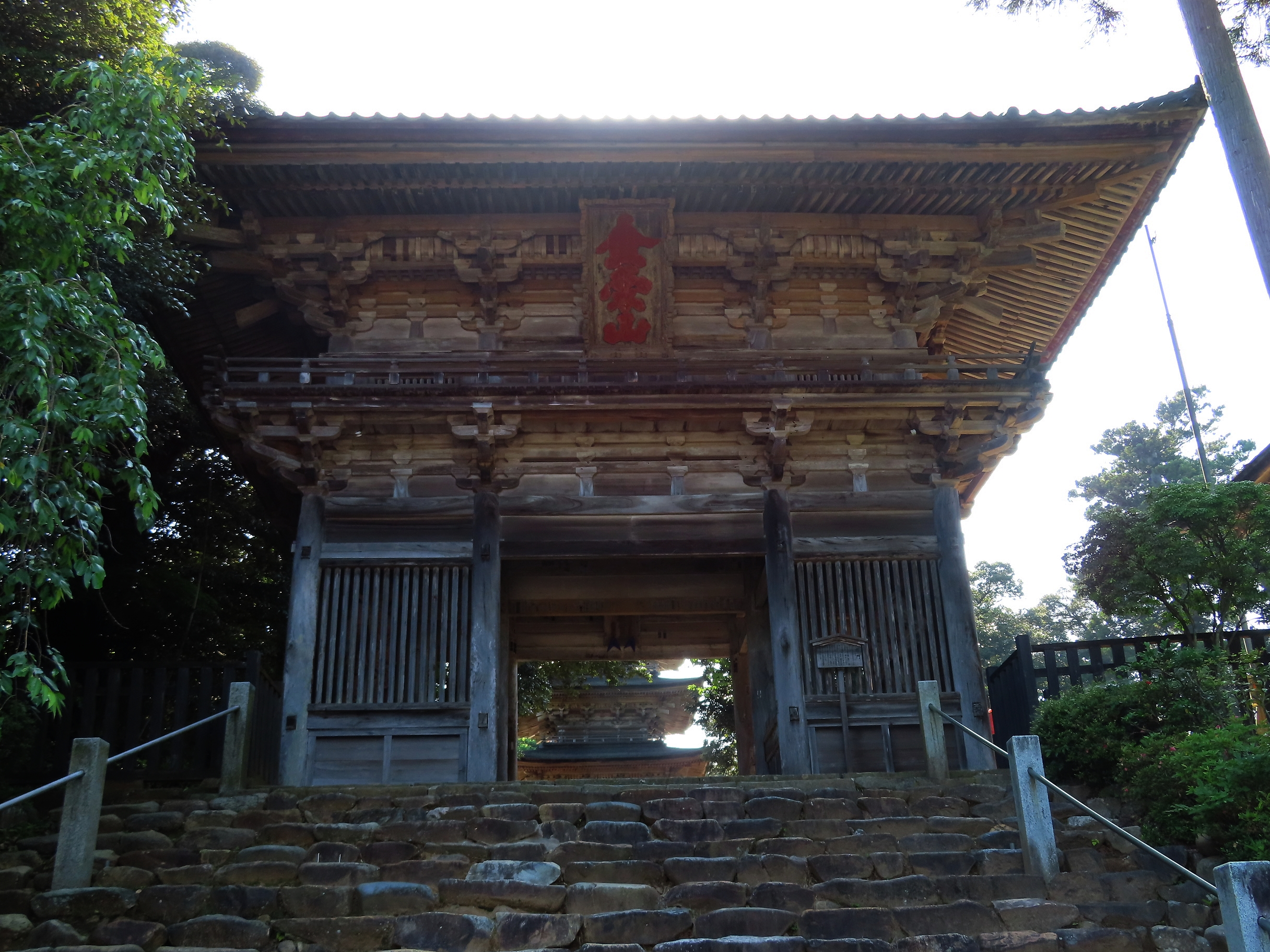
二王門
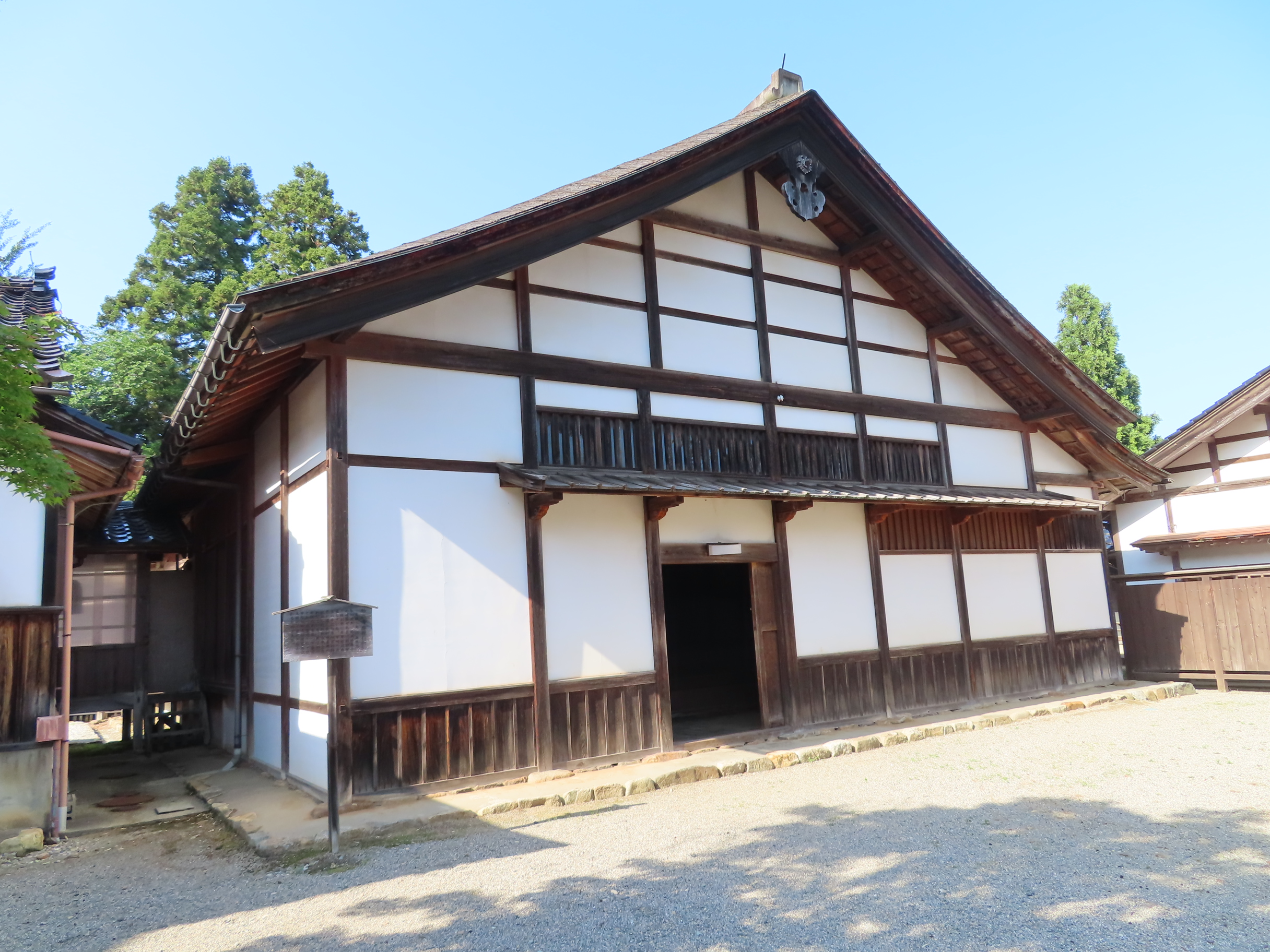
庫裡

## 文化財

### 重要文化財

#### 建造物
- 二王門
- 経堂
- 五重塔
- 三十番神堂
- 三光堂
- 本堂
- 祖師堂
- 鐘楼
- 書院
- 庫裡

#### 工芸品
- 山水蒔絵机
- 山水蒔絵料紙箱

### 石川県指定文化財
- 開山堂
- 丈六堂（釈迦堂）
- 三十番神堂拝殿

- 絹本著色日乗上人画像
- 絹本著色涅槃図

- 版本妙法蓮華経
- 妙法蓮華経版木

- 書院庭園

### 羽咋市指定文化財
- 総門
- 木造二王像
- 絹本著色日蓮宗絵曼荼羅
- 絹本著色毘沙門天像
- 蒔絵散華丸盆
- 古文書・典籍類
- 石造笠塔婆
- 雄滝

## 旧末寺
日蓮宗は昭和16年に本末を解体したため、現在では、旧本山、旧末寺と呼びならわしている。
- 浄脩山玉寿寺（石川県羽咋市滝谷町）塔頭
- 護國山本覚寺（石川県羽咋市滝谷町）塔頭
- 光栄山善住寺（石川県羽咋市滝谷町）塔頭
- 長栄山大鏡寺（石川県羽咋市滝谷町）塔頭
- 金栄山円融寺（石川県羽咋市滝谷町）塔頭
- 正栄山妙行寺（台東区谷中）
- 神通山長清寺（富山市梅沢町）
- 法光山妙輪寺（富山県下新川郡朝日町泊）
- 妙運山法乗寺（南砺市城端町）
- 昌久山乗光寺（富山市中野新町）
- 教徳山妙円寺（金沢市山の上町）
- 精進山妙正寺（金沢市東山）
- 久栄山常福寺（金沢市東山）
- 妙法山蓮華寺（金沢市東山）
- 妙法山円光寺（金沢市東山）
- 弘法山三宝寺（金沢市東山）
- 妙運山真成寺（金沢市東山）
- 寿福山経王寺（金沢市小立野）
- 金昌山興徳寺（金沢市寺町）
- 華徳山蓮光寺（加賀市大聖寺下屋敷町）
- 妙林山行善寺（白山市北安田町）
- 長興山本成寺（羽咋市柴垣町）
  - 本成寺末：浄修山本立寺（北海道利尻郡利尻富士町鴛泊字富士岬）
  - 本成寺末：星場山法雲寺（南砺市坂本）
- 涌出山宝泉寺（羽咋市柴垣町）
- 宝昌山浄心寺（羽咋市柳田町）
- 本證山妙法寺（羽咋市太田町）
- 戒忍山護國寺（羽咋市旭町）
- 久栄山妙広寺（石川県羽咋郡志賀町堀松）
- 妙法山蓮華寺（羽咋市飯山町）
- 華開山成蓮寺（七尾市小島町）
- 実掌山浄覚寺（石川県鳳珠郡能登町鵜川）
- 法立山大乗寺（石川県鳳珠郡能登町宇出津）
- 法広山妙相寺（輪島市河井町）
- 妙法山成隆寺（輪島市別所谷町）
- 宝栄山妙法輪寺（石川県羽咋郡宝達志水町麦生）
- 立実山大蓮寺（石川県羽咋郡宝達志水町敷波）
- 常在山本土寺（石川県鹿島郡中能登町西馬場）
- 龍華山日澄寺（石川県鹿島郡中能登町石動山）

## 所在地・アクセス
住所
〒925-0002 石川県羽咋市滝谷町ヨ1
交通
- JR七尾線 羽咋駅下車 - 北鉄能登バス 妙成寺口バス停下車 - 徒歩10分

見学
- 開門時間 - 夏季:8時～17時、冬季:8時～16時30分
- 拝観料 - 大人500円、小人300円
  - 2019年2月より拝観料やお守りの購入などで、一部[注釈 1]の キャッシュレス決済に対応した[6]。
- 駐車場 - 無料